# Pescosansonesco
Pescosansonesco (Lu Pièsc'hie, IPA:/ luː pjeˈskjəˈ/ in abruzzese; Gliu Pièšc'he, IPA:/ ʎiuˈpjɜˈʃkjə / in dialetto pescolano) è un comune italiano di 438 abitanti della provincia di Pescara in Abruzzo nella subregione delle Terre di Casauria. Faceva parte della comunità montana Vestina, e il suo territorio è compreso nel parco nazionale del Gran Sasso e Monti della Laga.

## Geografia fisica

### Territorio
Il borgo di Pescosansonesco vecchio sorge alle falde sud-orientali del Gran Sasso d'Italia. L'abitato sorge sulle pendici Monte Queglia (o Aquileo) e a poca distanza dal nuovo centro di Pescosansonesco Nuovo costruito in epoca fascista, nel 1934, a seguito di una rovinosa frana.

## Storia

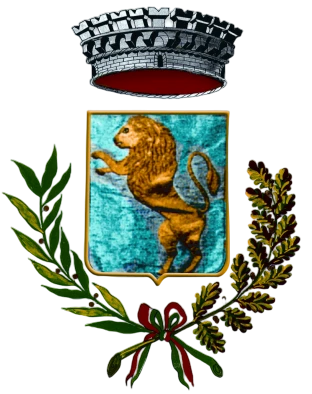
Stemma comunale aggiornato: Scudo sannitico con bordatura oro e a sfondo turchese; al centro un leone rampante dorato

Il borgo fu fondato come castello agricolo dall'Abbazia di San Clemente a Casauria.
In epoca normanna compare come feudo di una famiglia locale vicina a Ugo Malmozzetto nella sua conquista dei territori pedemontani vicini alla costa; e nel 1111 il feudatario erede, Gentile, rientra nello scacchiere dell'abate Casauriense come vassallo diretto dell'Abbazia. All'inizio del XIV secolo appare citato come Pesco Sedonisco e fu feudo dei Cantelmo e dei Sansonetti.
Nel XIX secolo vi nacque il giovane artigiano Nunzio Sulprizio, che a Napoli divenne famoso per una miracolosa guarigione; oggi il santuario di San Nunzio è meta di pellegrinaggi.
Nel 1934 una frana danneggiò gravemente il borgo medievale, che fu quasi completamente abbandonato. Successivamente il nuovo centro abitato fu costruito a poca di distanza e prese nome di Pesco Littorio; oggi noto come Pesco Nuovo o localmente come L'Ambrosiana. Pesco Vecchio è il nome con cui ci si appella al vecchio centro oggi restaurato e ampliato con nuovi edifici tra cui il santuario di San Nunzio Sulprizio.

## Monumenti e luoghi d'interesse

### Pescosansonesco vecchio

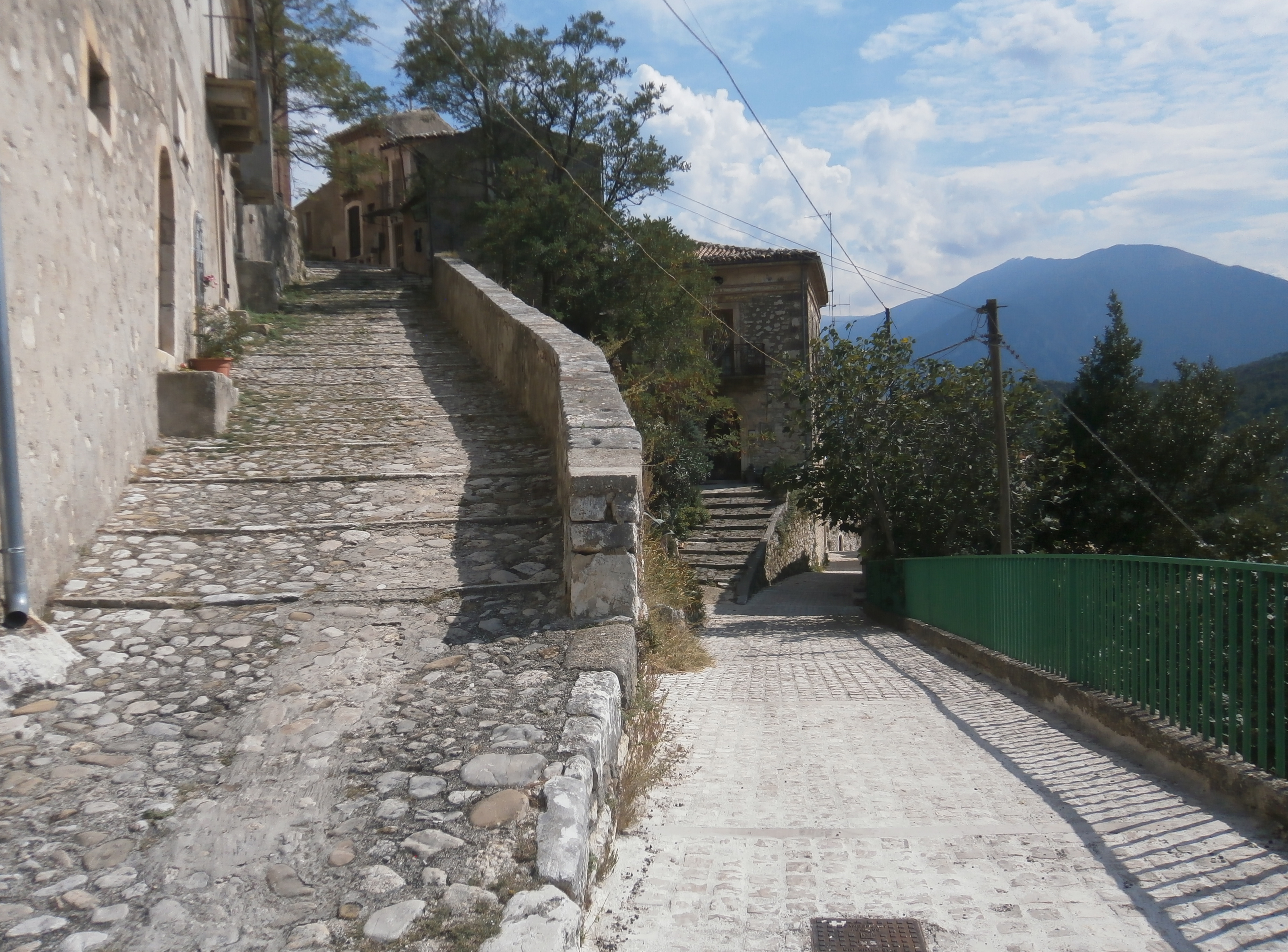
Borgo Antico, casa natale di San Nunzio

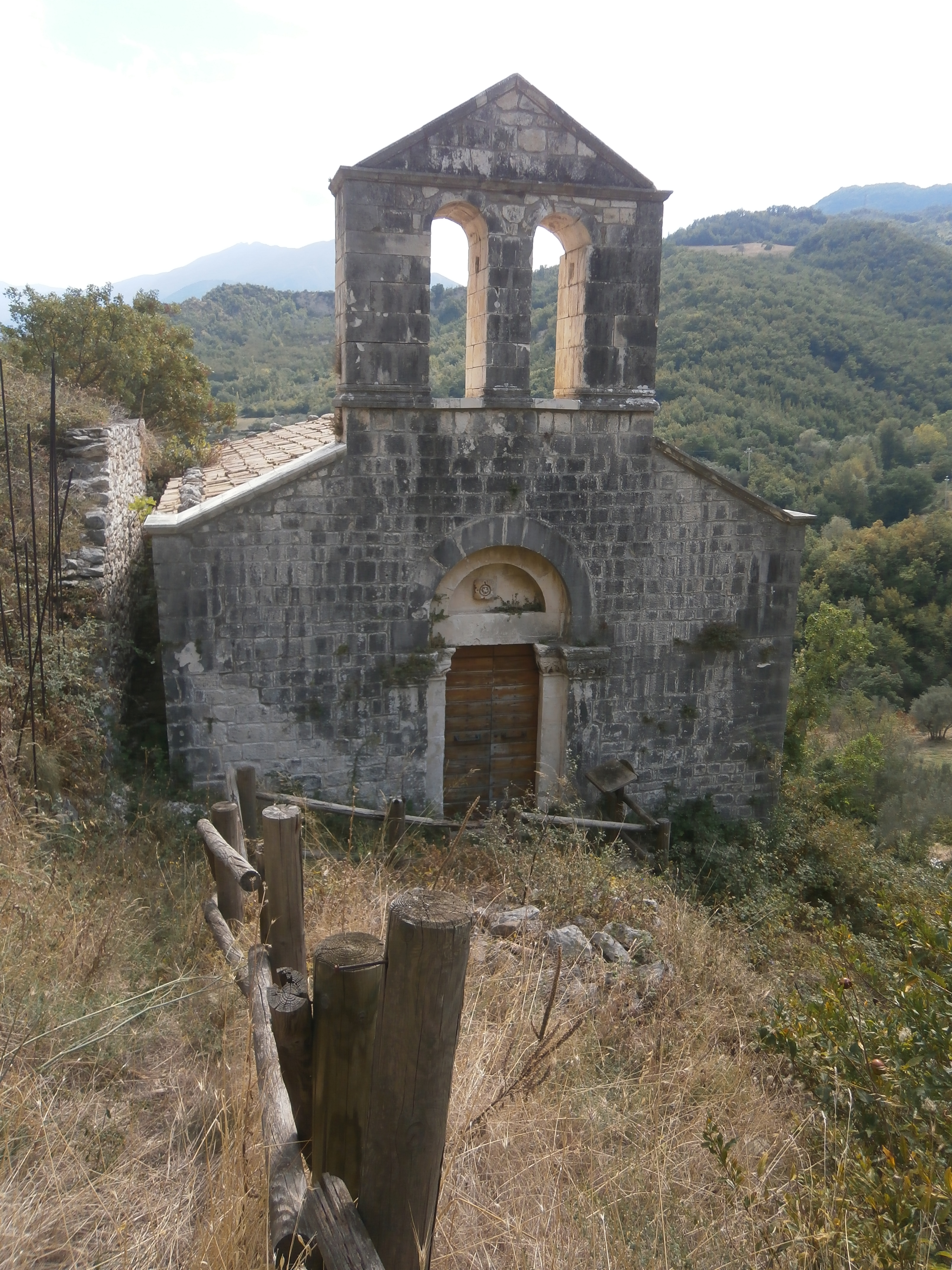
Chiesa di San Nicola

Nel borgo antico, le case si arroccano su diversi livelli lungo le pendici dello sperone roccioso sulla quale sommità sono visibili i resti dell'antico castello dei Sansoneschi. A seguito del terremoto dell'anno precedente, l'11 febbraio 1934 gran parte dello sperone franò portando ad un totale stato di abbandono del borgo restante.
Proseguendo nel vecchio borgo è possibile osservare la Chiesa di San Nicola costruita nel  XII secolo e adornata con affreschi di scuola benedettina e con affreschi restaurati di epoca romanica.
Sullo sperone roccioso del paese restano i ruderi della chiesa parrocchiale di San Giovanni Battista del XIII secolo; anch'essa andata in rovina a causa alla frana del 1934.

### Convento di Santa Maria in Collangeli
Il convento di Santa Maria è un convento francescano a pianta rettangolare del XV secolo, oggi divenuto un ostello. La chiesa è in stile romanico a navata unica con cappelle laterali che insieme all'altare conservano le numerose statue e le decorazioni in stucco policromo. La facciata è decorata da un portale architravato a timpano triangolare, con fregi raffiguranti angeli e putti, il tutto è sovrastato da un finestrone centrale. 

### Santuario di San Nunzio Sulprizio
Nunzio Sulprizio, nato a Pescosansonesco Vecchio nel 1817, morì in tenera età a Napoli nel 1836. Il 1 dicembre 1963 papa Paolo VI nel Concilio Vaticano II lo dichiarò beato, e da allora partì l'idea di edificazione di un nuovo santuario per Nunzio nel paese natale. Infatti una primitiva chiesa a lui dedicata esisteva appena fuori dal centro medievale, edificata nel 1890, intitolata a San Giovanni, terminata una decina di anni più tardi. La chiesa fu costruita presso la grotta di Riparossa dove sgorgava l'acqua del fiume dalla roccia, dove Nunzio si recava per pregare e trovare ristoro per la ferita al piede. La chiesa aveva uno stile rurale neoclassico e tardo gotico. Nel 1928 l'edificio fu ampliato. Negli anni '70 in seguito alla beatificazione iniziò a circolare l'idea di ricostruzione di un santuario più grande, con progetto dell'architetto Angelini. Dal 1979 al 1990 si protrassero i lavori di ricostruzione totale del santuario, con abbattimento del vecchio, demolito nel 1988; il nuovo santuario è stato consacrato nel 1990.
La chiesa si trova accanto allo sperone roccioso da cui sgorga la fonte Riparossa, la quale è in parte inglobata dall'abside, considerato luogo sacro per eccellenza. La pianta del nuovo edificio è esagonale, lo spazio è alto ed imponente. Il santuario è interamente in stile moderno; la navata in cemento grezzo illude ad una grotta-cattedrale. La facciata in cemento bianco ha una geometria rettangolare, stretta e lunga in cui si apre il loggiato d'ingresso, tripartito e sormontato da altrettante finestre rettangolari. Il fronte è concluso da un imponente mosaico policromo ideato da Guido Veroi, mostrante Gesù in trono con accanto san Nunzio, e i santi Giuseppe e Giovanni.
I blocchi esterni dell'edificio formano un esagono a navata unica con l'asse perpendicolare al costone roccioso. Precede l'aula un pronao a quota inferiore; lo spazio centrale di fronte al presbiterio si eleva rispetto al resto dell'aula, quasi a voler ricordare la tipologia a saliente delle chiese a tre navate. Esattamente dietro l'altare costituito da una teca con la statua del santo dormiente, si trova la paerete rocciosa dalla quale sgorga l'acqua "miracolosa".
Nel 2022 sono stati completati i lavori di restauro della piazza frontale oggi suddivisa in diversi riquadri in pietra, scalinate, giardini e sculture lungo la via di accesso, dal piazzale autobus, al santuario.

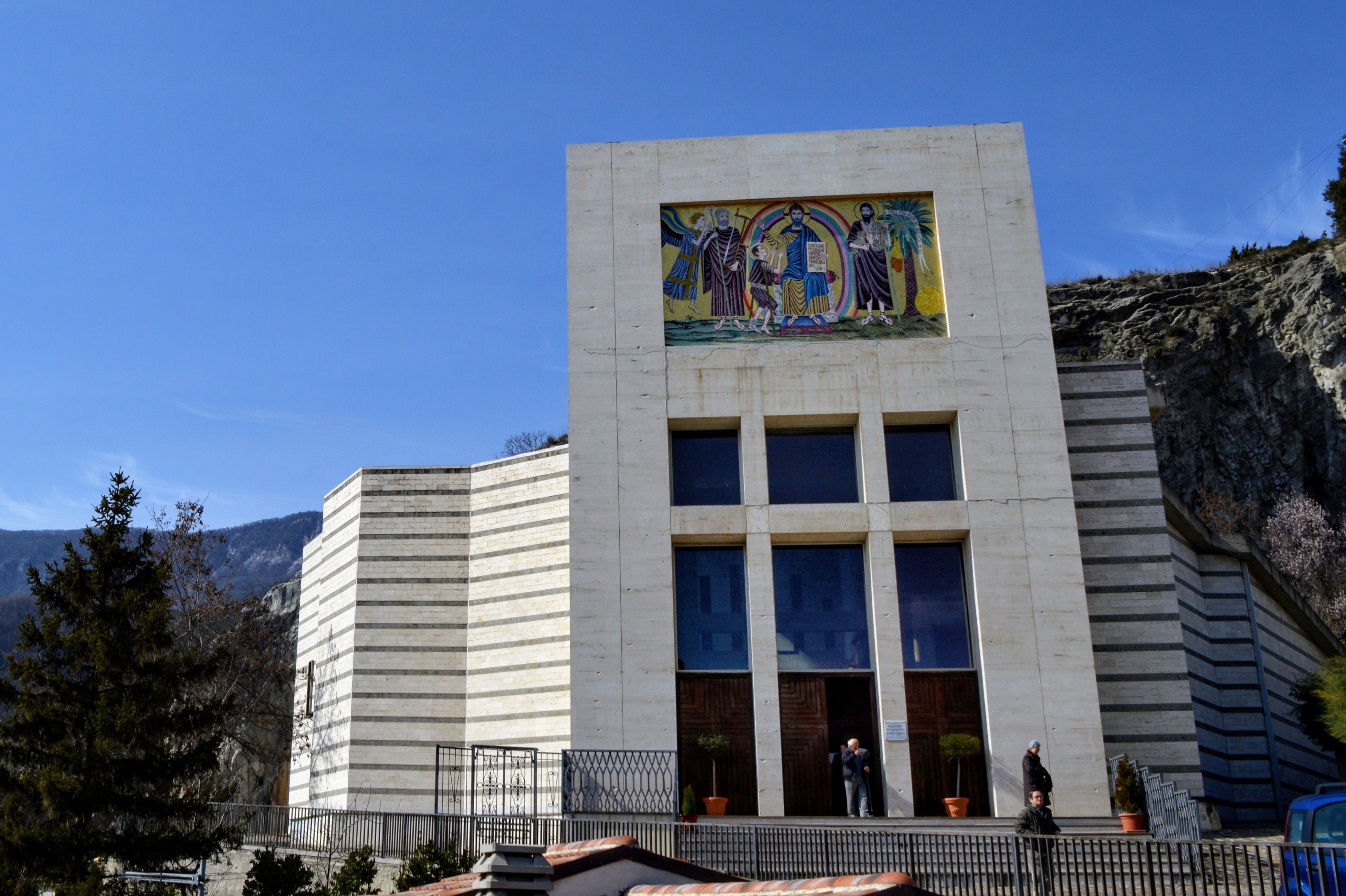
Esterno
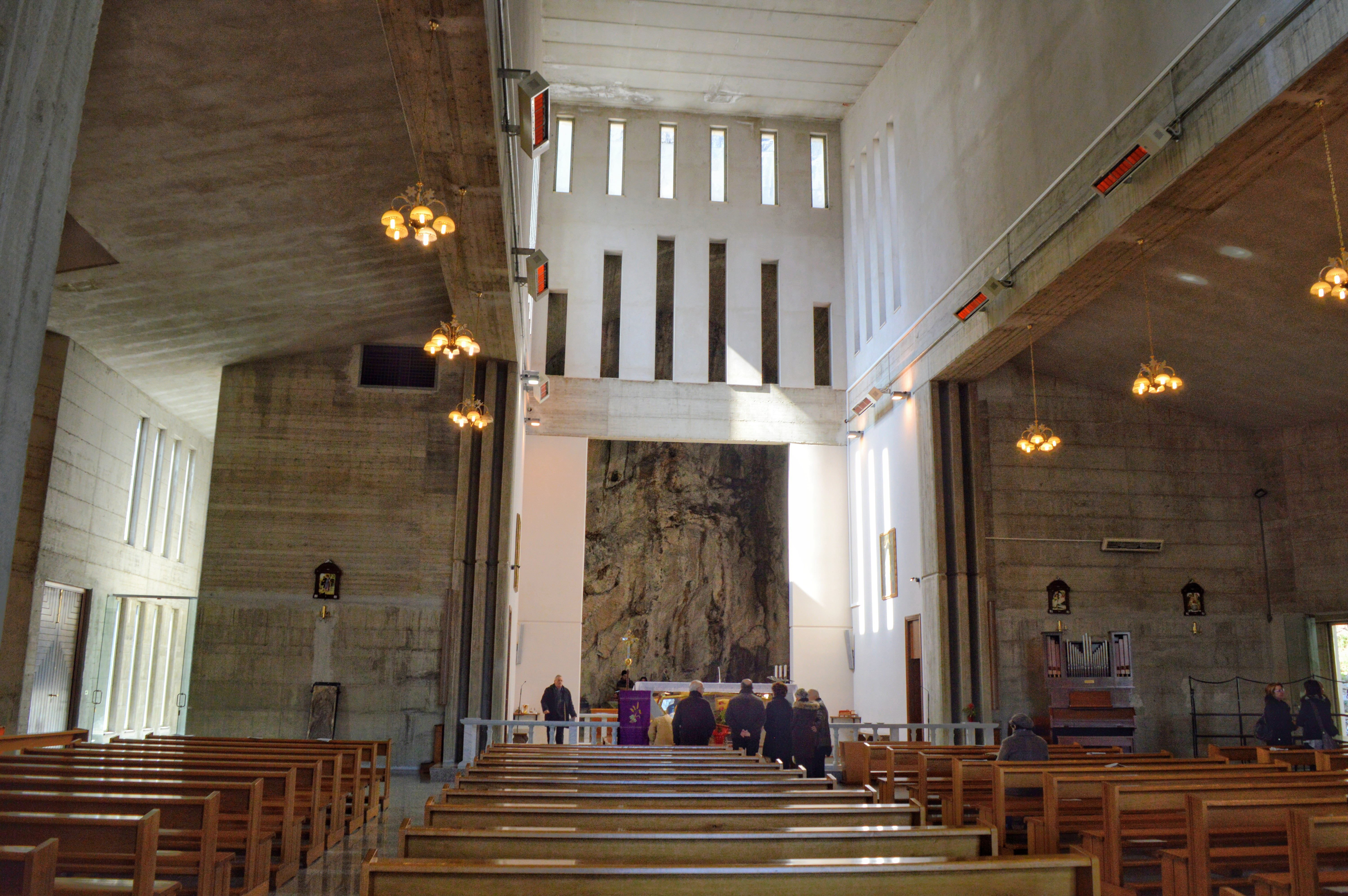
Interno

### Bottega di Nunzio Sulprizio
La bottega si trova nel borgo antico, ed è la casa dove il giovane Nunzio si recava a lavorare per volere dello zio, come aiutante fabbro. Lo zio era un uomo rozzo e violento, e spesso maltrattava il ragazzo, esile e gracile e non adatto a quella vita. Quando si ferì alla caviglia con uno strumento, la ferita non fu adeguatamente curata e si infettò. Nunzio la andava a lavare presso la fonte Riparossa, dove veniva scacciato dai paesani, nel timore che infettasse l'acqua. Oggi una targa ricorda la casa, dove posta una scultura moderna in ferro battuto ritraente Nunzio, con funzione di porta di accesso alla bottega.

### Altri monumenti
- Castello medievale del X secolo; Nella parte più alta del borgo antico, sulla punta del piccolo monte vi sono i resti di un castello medievale, il quale fu costruito dai conti Sansoneschi, a guardia della vallata dal IX secolo sino al XIII. Già abbandonato dal XVIII secolo, col terremoto del 1933 crollò quasi del tutto.
- Chiesa di Santa Maria Assunta in Blesiano (o Ambrosiana) è la parrocchia principale di Pescosansonesco Nuovo, situata in via corvara è una chiesa risalente al X secolo. Era cappella dei Sansoneschi, citata sin dal 1190. La facciata in pietra è quadrata, ha un unico portale centrale a tutto sesto e ha un oculo in vetro. Al disotto della navata è presente una cripta del XII secolo; è divisa da capitelli grezzi che sorreggono il soffitto a botte, dove si conservano affreschi in stile bizantino caratterizzati da tonalità forti. Il ciclo di affreschi raffigura la Madonna col Bambino nella campata principale, e poi le storie della vita di Gesù e Maria, la particolarità di questi affreschi sta nella presenza di cartigli a didascalia, che mostrano dei veri e propri fumetti, per spiegare le scene rappresentate, come nel caso degli affreschi romani di San Clemente in Laterano. La chiesa è stata restaurata nel XIII secolo e di nuovo nel periodo fascista, oggi non conserva però più gli originali affreschi.
- Chiesa di San Rocco, si trova lungo la strada provinciale per Pescosansonesco appena dopo il ponte attraversante il torrente di San Rocco. La chiesa risale al XVI secolo, è composta da un'unica navata che conserva resti di affreschi dello stesso periodo oramai degradati dall'umidita del torrente. Il ciclo di affreschi riguarda le storie della vita di Gesù e Maria, presso l'altare si mostrano la Madonna, Gesù e al centro san Rocco col cane. Il ciclo è di particolare importanza in quanto testimonia molti collegamenti con la scuola aquilana di Francesco da Montereale, uno dei maggiori esponenti della pittura manierista abruzzese.
- Fontana romana: fontana molto antica trasferita nel 1870 vicino all'antico borgo, è costituita da diverse cannelle sgorganti da volti umani in pietra. Oggi la fonte alimenta un lago sito accanto.
- Ruderi mura ciclopiche e Santuario italico-romano: sono visibili i resti di alcune mura e costruzioni vicino al Lago del Morrone sul monte Queglia nel quale verrebbe trovata, su una moneta, la più antica iscrizione della parola "Italia".
- Monte Queglia e Monte Dortenzio: monti con profonde grotte che dominano il paesaggio circostante.
- Grotta del diavolo; grotta con numerosi pozzi situata nel Monte Queglia
- Grotta Tricolore: La Grotta Tricolore (o Grotta o semplicemente La Grotta - 'Rotte 'Ranne, in dialetto locale) è una grotta di forma ovale, dalla quale sventola il tricolore italiano. È visibile dal vecchio borgo ed è luogo di arrampicata. Viene frequentata in modo ricorrente da pascoli.
- Cascate Oscure: coppia di cascate alte circa 30 metri formate dalla biforcazione dal torrente di San Rocco nei pressi della chiesa di San Nicola. La cascata maggiore è composta da due salti e sgorga in una conca di roccia di colore scuro, da qui il nome.

## Evoluzione demografica
Abitanti censiti

## Economia
Le fonti economiche principali sono parte del settore primario, l'allevamento ovino, bovino e suino è praticato nelle estese aree boschive, vengono coltivati cereali, patate e sono presenti grandi vigneti e oliveti. Dal punto di vista turistico, il paese è noto per il borgo medievale; mentre per il turismo religioso Pescosansonesco è meta di pellegrinaggio al Santuario di Santo Nunzio Sulprizio.